# Erciyes Dağı
Der Erciyes (türkisch Erciyes Dağı) ist ein 3917 m oder 3916 m hoher ruhender Vulkan in der Türkei. Er liegt 25 km südlich von Kayseri in Kappadokien. Der Berg ist ein Wahrzeichen Kayseris. Er überragt die etwa 1000 m hoch liegende Stadt um 2900 m. In diesem trockenen Gebiet sorgt der Erciyes für mehr als 1000 km² fruchtbares Land. Am Fuß des Berges kann man auf die Zelte von Halbnomaden treffen.
Die berühmten und einmaligen Tuffsteinlandschaften von Göreme und im weiteren Kappadokien mit ihren typischen Felskegeln – von den Einheimischen „Feenkamine“ (türkisch peri bacaları) genannt – sind vorwiegend durch die Ausbrüche des Erciyes und zum Teil auch des Hasan Dağı (nahe Aksaray) entstanden.

## Geschichtliche Aspekte
Der antike Name des Erciyes Dağı war Argaios (altgriechisch Ἀργαῖος, bzw. Ἀργαῖον ὄρος Argaion oros, lateinisch Argaeus Mons). Der Name ist eine Umbildung des hethitischen Namens Ḫarki (auch Harhari, „der Weiße“). Während des hethitischen purulliya-Festes wurde Ḫarki neben anderen Bergen aufgefordert, an seinem Platz zu bleiben.

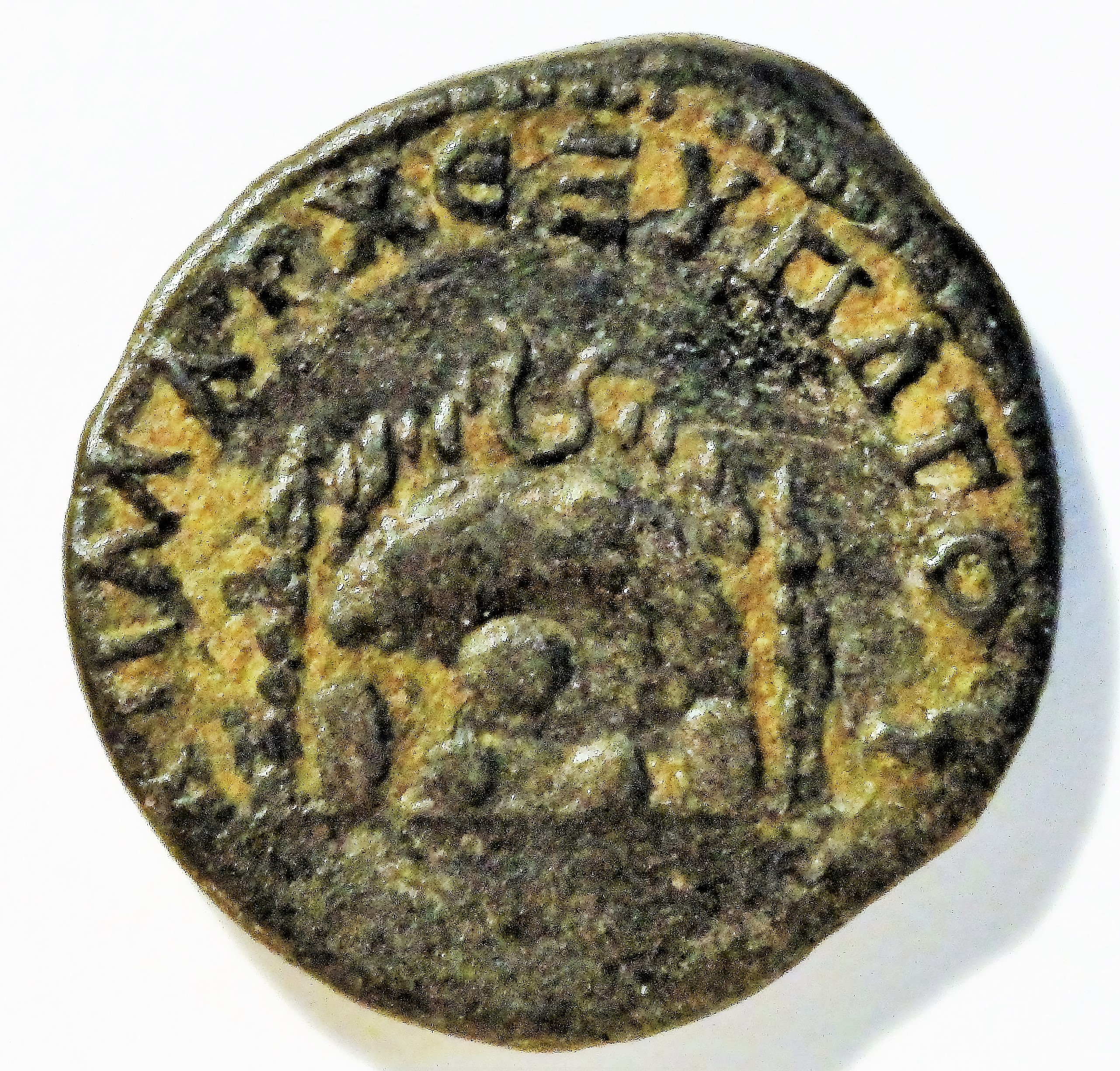
Berg Argaeus auf Didrachme zur Zeit des Kaisers Trajan

Der Geograph Strabon berichtete in seiner Schilderung der Umgebung von Caesarea (Kayseri) von Ebenen, die mit Feuergruben übersät waren, wo nachts die Flammen aus dem Boden brachen. Laut Strabo gab es noch zu seiner Zeit (frühes 1. Jahrhundert n. Chr.) schwefelhaltige heiße Wasserdämpfe am Erciyes Dağı. Der Argaios galt als heiliger Berg und wurde noch in römischer Zeit gelegentlich auf den Rückseiten von Münzen für die griechisch geprägten Provinzen abgebildet.
Die Erstbesteigung erfolgte durch William John Hamilton im Jahre 1837.
Jedoch belegen die Ruinen einer Kirche am Gipfel die mehrmalige Besteigung in Byzantinischer Zeit.

## Heutige Nutzung
Von Osten her lässt sich der Berg verhältnismäßig leicht besteigen. Lediglich in der Partie des Gipfelkammes – auch im Hochsommer verschneit – empfiehlt sich für kurze Streckenabschnitte Seilsicherung.
Der Erciyes ist ein wichtiges Wintersportgebiet.